# Bathynectes longispina
Bathynectes longispina är en kräftdjursart som beskrevs av William Stimpson 1871. Bathynectes longispina ingår i släktet Bathynectes och familjen simkrabbor. Inga underarter finns listade i Catalogue of Life.

## Bildgalleri

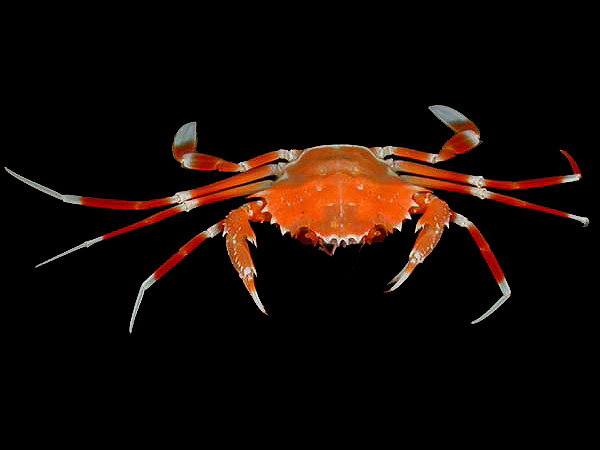